# Entenpfuhl bei Weiterstadt

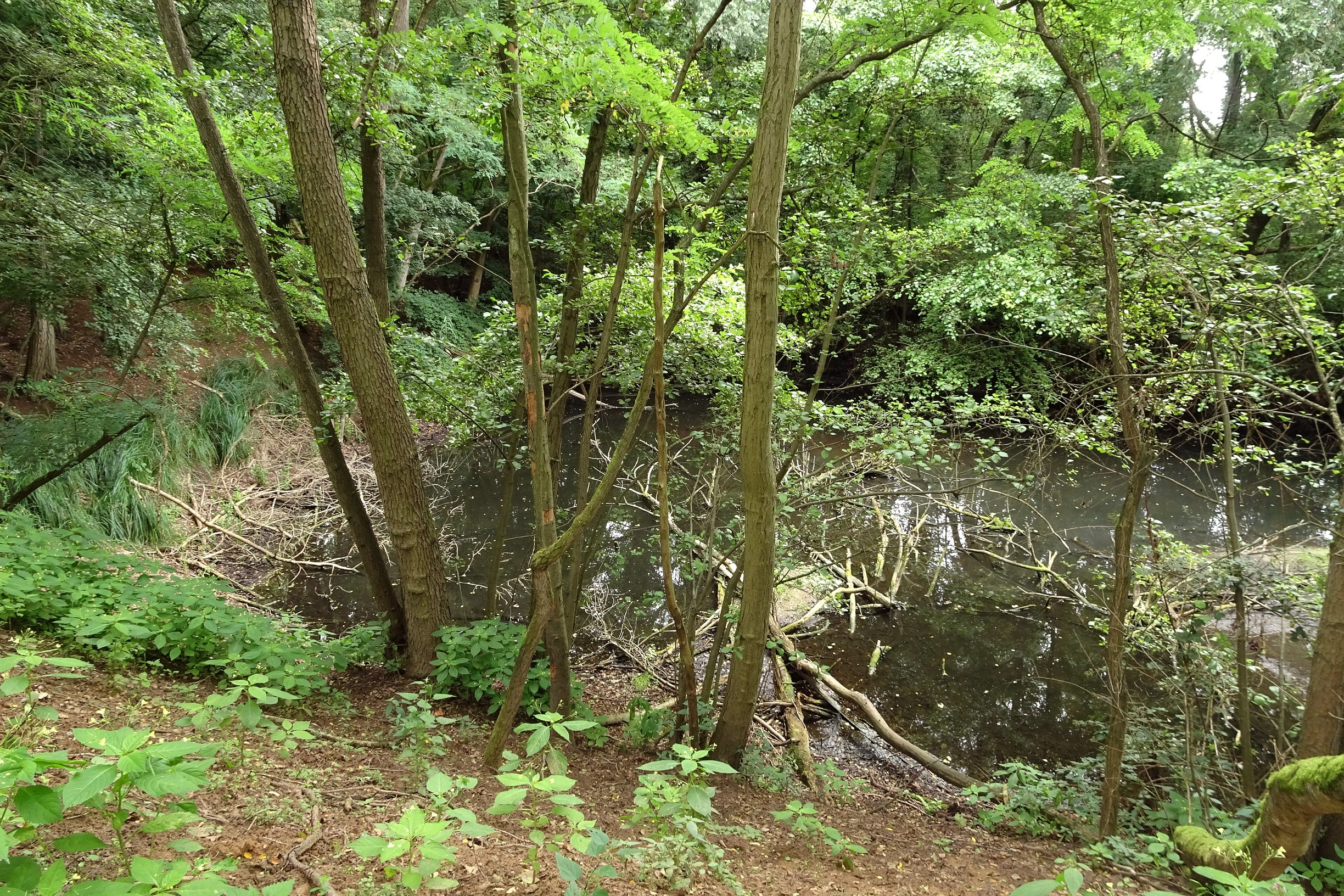
Die ehemalige Sandgrube ist weitgehend zugewachsen und weist nur kleine offene Wasserflächen auf (2021)

Der Entenpfuhl bei Weiterstadt ist ein flächenhaftes Naturdenkmal in der Gemarkung Weiterstadt, Stadt Weiterstadt, im Landkreis Darmstadt-Dieburg in Südhessen.

## Lage
Das Naturdenkmal befindet sich südwestlich von Weiterstadt, etwa 190 Meter südlich der Bundesstraße 42. Im Westen grenzen Waldbestände des Braunshardter Tännchens an. Südöstlich führt in unmittelbarer Nähe eine Hochspannungsleitung vorbei. Die geschützte Fläche umfasst 1,3596 Hektar.

## Schutzgründe
Der „Entenpfuhl bei Weiterstadt“ wurde mit Verordnung vom  7. August 1991, veröffentlicht im Darmstädter Echo am 10. August 1991, unter Naturschutz gestellt. Die ehemalige Sandgrube soll aus wissenschaftlichen Gründen sowie wegen ihrer Seltenheit, Eigenart und Schönheit erhalten werden.

## Beschreibung
Der Entenpfuhl ist eine aufgelassene Sandgrube, die sich nach dem Ende des Sandabbaus stellenweise zu einem Feuchtgebiet entwickelt hat. Der Wasserstand ist starken Schwankungen unterworfen. Am Grunde der drei bis vier Meter tiefen Mulde befinden sich kleine Wasserflächen, die mit  Schilfrohr bewachsen sind. Dicht damit verzahnt gibt es trockene Standorte auf einigen kleineren Erhebungen.
1993 wurden in dem Gebiet 172 Pflanzenarten nachgewiesen. Kreuzkröte und Zauneidechse leben im Naturdenkmal. Es wurden etwa 30 Vogelarten beobachtet, darunter der Neuntöter. Auf Stellen mit offenen Sandabbrüchen nisten Wildbienen und Grabwespen.
Der größte Teil der Grube ist seit der Unterschutzstellung inzwischen mit Sträuchern, Kiefern und einigen Stieleichen weitgehend zugewachsen.